# Straubing Spiders 2022
Questa voce raccoglie le informazioni riguardanti gli Straubing Spiders nelle competizioni ufficiali della stagione 2022.

## German Football League 2022

### Stagione regolare
| Kempten 22 maggio 2022, ore 15:00 1ª giornata | Allgäu Comets | 42 – 43 (7-7 14-23 7-6 14-7) referto | Straubing Spiders | Illerstadion (612 spett.)\| Arbitro: \| Klaiber \| |
| Arbitro:                                      | Klaiber       |                                      |                   |                                                    |

| Straubing 11 giugno 2022, ore 15:00 4ª giornata | Straubing Spiders | 13 – 41 (0-14 7-7 6-13 0-7) referto | Schwäbisch Hall Unicorns | VfB-Stadion am Peterswöhrd (1150 spett.)\| Arbitro: \| Maurer \| |
| Arbitro:                                        | Maurer            |                                     |                          |                                                                  |

| Weingarten 19 giugno 2022, ore 15:00 5ª giornata | Ravensburg Razorbacks | 18 – 35 (0-7 0-14 12-7 6-7) referto | Straubing Spiders | Lindenhofstadion (987 spett.)\| Arbitro: \| Fischer \| |
| Arbitro:                                         | Fischer               |                                     |                   |                                                        |

| Straubing 2 luglio 2022, ore 15:00 7ª giornata | Straubing Spiders | 43 – 17 (13-0 21-7 0-3 9-7) referto | Marburg Mercenaries | VfB-Stadion am Peterswöhrd (1072 spett.)\| Arbitro: \| Maurer \| |
| Arbitro:                                       | Maurer            |                                     |                     |                                                                  |

| Saarbrücken 16 luglio 2022, ore 17:00 8ª giornata | Saarland Hurricanes | 42 – 64 (7-27 7-23 14-7 14-7) referto | Straubing Spiders | Ludwigsparkstadion (900 spett.)\| Arbitro: \| Herrmann \| |
| Arbitro:                                          | Herrmann            |                                       |                   |                                                           |

| Straubing 23 luglio 2022, ore 15:00 9ª giornata | Straubing Spiders | 49 – 28 (21-6 7-7 14-7 7-8) referto | Ravensburg Razorbacks | VfB-Stadion am Peterswöhrd (1438 spett.)\| Arbitro: \| Klaiber \| |
| Arbitro:                                        | Klaiber           |                                     |                       |                                                                   |

| Francoforte sul Meno 30 luglio 2022, ore 15:59 10ª giornata | Frankfurt Universe | 24 – 59 (7-14 10-7 0-24 7-14) referto | Straubing Spiders | PSD Bank Arena (351 spett.)\| Arbitro: \| A. Kopka \| |
| Arbitro:                                                    | A. Kopka           |                                       |                   |                                                       |

| Straubing 13 agosto 2022, ore 15:00 11ª giornata | Straubing Spiders | 7 – 43 (7-12 0-12 0-13 0-6) referto | Allgäu Comets | VfB-Stadion am Peterswöhrd (880 spett.)\| Arbitro: \| Klaiber \| |
| Arbitro:                                         | Klaiber           |                                     |               |                                                                  |

| Straubing 21 agosto 2022, ore 14:00 12ª giornata | Straubing Spiders | 16 – 17 (3-0 10-0 0-7 3-10) referto | Munich Cowboys | VfB-Stadion am Peterswöhrd (1525 spett.)\| Arbitro: \| Klaiber \| |
| Arbitro:                                         | Klaiber           |                                     |                |                                                                   |

| Schwäbisch Hall 27 agosto 2022, ore 17:00 13ª giornata | Schwäbisch Hall Unicorns | 35 – 10 (28-0 0-3 7-0 0-7) referto | Straubing Spiders | Optima Sportpark (1463 spett.)\| Arbitro: \| Fischer \| |
| Arbitro:                                               | Fischer                  |                                    |                   |                                                         |

### Playoff
| Potsdam 10 settembre 2022, ore 15:00 Quarti di finale | Potsdam Royals | 66 – 25 (15-14 15-8 22-0 14-3) referto | Straubing Spiders | Luftschiffhafen (2000 spett.)\| Arbitro: \| Schwieger \| |
| Arbitro:                                              | Schwieger      |                                        |                   |                                                          |

## Statistiche di squadra
| Competizione      | %Vittorie | In casa | In casa | In casa | In casa | In casa | In casa | In trasferta | In trasferta | In trasferta | In trasferta | In trasferta | In trasferta | Totale | Totale | Totale | Totale | Totale | Totale |
| Competizione      | %Vittorie | G       | V       | N       | P       | Pf      | Ps      | G            | V            | N            | P            | Pf           | Ps           | G      | V      | N      | P      | Pf     | Ps     |
| ----------------- | --------- | ------- | ------- | ------- | ------- | ------- | ------- | ------------ | ------------ | ------------ | ------------ | ------------ | ------------ | ------ | ------ | ------ | ------ | ------ | ------ |
| Stagione regolare | .600      | 5       | 2       | 0       | 3       | 128     | 146     | 5            | 4            | 0            | 1            | 211          | 161          | 10     | 6      | 0      | 4      | 339    | 307    |
| Playoff           | .000      | 0       | 0       | 0       | 0       | 0       | 0       | 1            | 0            | 0            | 1            | 25           | 66           | 1      | 0      | 0      | 1      | 25     | 66     |
| Totale            | .545      | 5       | 2       | 0       | 3       | 128     | 146     | 6            | 4            | 0            | 2            | 236          | 227          | 11     | 6      | 0      | 5      | 364    | 373    |

## Statistiche personali

### Marcatori
| Giocatore        | Ruolo | TD rush | TD recv | TD int | TD p.ret | TD k.ret | TD oth | Xp1  | Xp2 | FG  | Saf | Totale |
| ---------------- | ----- | ------- | ------- | ------ | -------- | -------- | ------ | ---- | --- | --- | --- | ------ |
| Carswell         |       | 18      | 2       | 0      | 0        | 0        | 0      | 0    | 1   | 0   | 0   | 122    |
| Yeldell          |       | 7       | 0       | 0      | 0        | 0        | 0      | 0    | 2   | 0   | 0   | 46     |
| Schwetz          |       | 0       | 0       | 0      | 0        | 0        | 0      | 26+2 | 0   | 4+1 | 0   | 43     |
| Hochschild       |       | 0       | 4       | 0      | 0        | 0        | 1      | 0    | 0   | 0   | 0   | 30     |
| Wright           |       | 0+3     | 0       | 1      | 0        | 0        | 0      | 0    | 0+1 | 0   | 0   | 26     |
| K. Barnett       |       | 0       | 3       | 0      | 0        | 0        | 0      | 0    | 0   | 0   | 0   | 18     |
| Natunen          |       | 0       | 2       | 0      | 0        | 0        | 0      | 0    | 2   | 0   | 0   | 16     |
| F. Holmer        |       | 0       | 2       | 0      | 0        | 0        | 0      | 0    | 0   | 0   | 0   | 12     |
| A. von Poblotzki |       | 2       | 0       | 0      | 0        | 0        | 0      | 0    | 0   | 0   | 0   | 12     |
| D. Paper         |       | 0       | 0       | 1      | 0        | 0        | 0      | 0    | 0   | 0   | 1   | 8      |
| P. Biebl         |       | 0       | 0       | 0      | 0        | 0        | 0      | 4    | 0   | 1   | 0   | 7      |
| C. Cantwell      |       | 1       | 0       | 0      | 0        | 0        | 0      | 0    | 0   | 0   | 0   | 6      |
| K. Westering     |       | 0       | 1       | 0      | 0        | 0        | 0      | 0    | 0   | 0   | 0   | 6      |
| A. Biebl         |       | 0       | 0       | 0      | 0        | 0        | 0      | 0    | 1   | 0   | 0   | 2      |
| M. Gierl         |       | 0       | 0       | 0      | 0        | 0        | 0      | 0    | 1   | 0   | 0   | 2      |
| D. Yilmaz        |       | 0       | 0       | 0      | 0        | 0        | 0      | 0    | 1   | 0   | 0   | 2      |

### Passer rating
| Giocatore   | G   | Att    | Comp   | Int | Yds      | TD   | NFL   | NCAA   |
| ----------- | --- | ------ | ------ | --- | -------- | ---- | ----- | ------ |
| Yeldell     | 9+1 | 211+23 | 126+12 | 8+2 | 1700+108 | 16+0 | 88,41 | 137,89 |
| C. Cantwell | 1   | 45     | 23     | 2   | 223      | 0    | 46,81 | 83,85  |
| Carswell    | 1   | 1      | 1      | 0   | 15       | 0    |       |        |